# Charles Mingus
Charles Mingus (22 de Abril de 1922 – 5 de Janeiro de 1979) foi um contrabaixista, compositor e ocasionalmente pianista de Jazz. Ele também ficou conhecido pelo seu ativismo contra a injustiça racial.
Mingus é geralmente colocado entre os grandes nomes do Jazz, gravando vários álbuns muito apreciados pelos amantes do estilo. As suas melodias não são muitas vezes regravadas devido à sua natureza pouco convencional. No entanto, Mingus foi também um influente e criativo músico, convidando para a sua banda artistas talentosos e, por vezes, menos conhecidos, que ele achou que reuniam as características necessárias para a integrar.
Consta que Mingus tinha muitas vezes um temível temperamento, o que originou a sua alcunha no mundo do Jazz, "The Angry Man of Jazz" (O homem zangado do jazz). Este comportamento negativo resultando em autênticas erupções de raiva em cima do palco, embora com o tempo ele tenha conseguido moderar o seu comportamento.
É considerado um dos grandes compositores da história do Jazz, ao lado de nomes como Thelonious Monk e Duke Ellington.[carece de fontes?]
Morreu aos 56 anos de idade em Cuernavaca no México, onde tentava obter tratamento e convalescer da doença esclerose lateral amiotrófica. Seu corpo foi cremado e suas cinzas espalhadas no Rio Ganges na Índia.